# Tephrina camerunensis
Tephrina camerunensis är en fjärilsart som beskrevs av Claude Herbulot 1973. Tephrina camerunensis ingår i släktet Tephrina och familjen mätare. Inga underarter finns listade i Catalogue of Life.